# Městská hora
Městská hora (290 m) je kopec v Berouně, západně od historického centra města, v části Beroun-Město.
Geomorfologicky vrch náleží do celku Hořovická pahorkatina a podcelku Zdická brázda.
U vrcholu se nachází rozhledna z roku 1936, která byla v roce 1999 kompletně zrekonstruována a znovu otevřena. V těsné blízkosti rozhledny je berounské medvědárium a skautské středisko. Na kopci se nachází park s několika dětskými hřišti.